# Guitarra de golpe

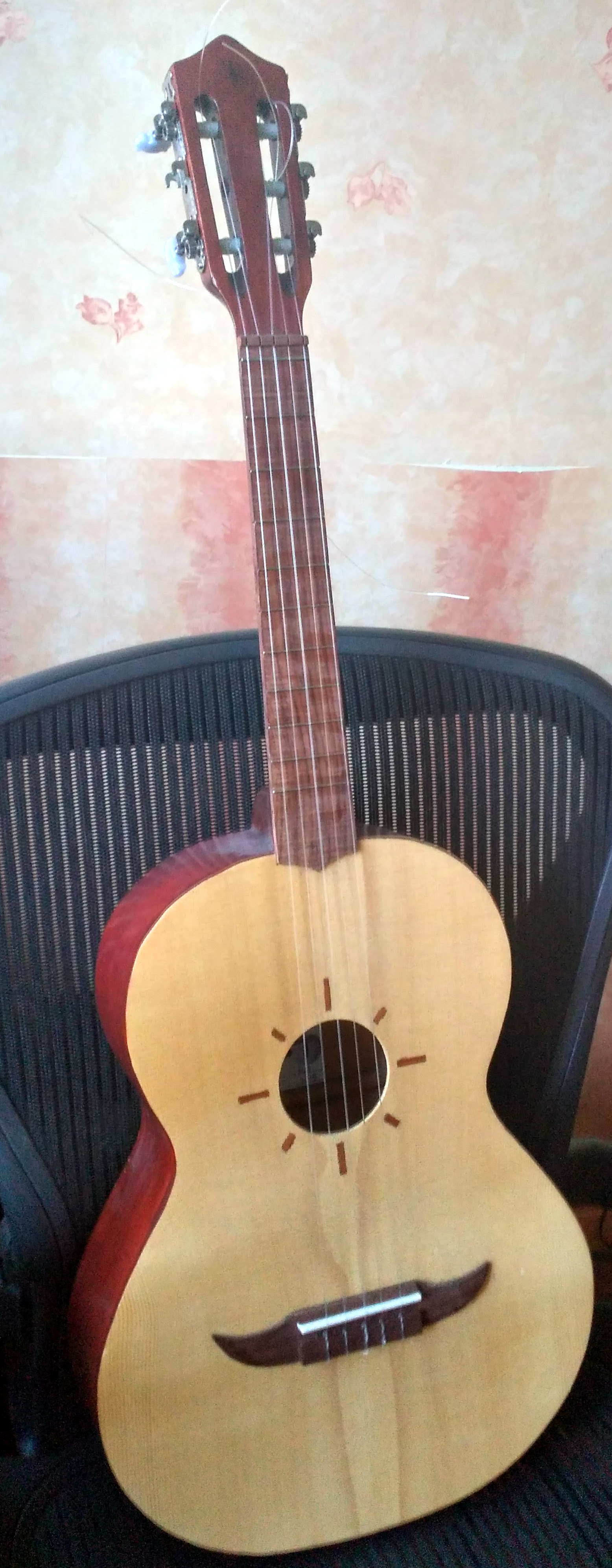
Guitarra de golpe.

La guitarra de golpe est un instrument à cordes pincées du Mexique dont l'origine remonte à la chitarra battente italienne. Elle possède 5 cordes en nylon, formant 5 ordres. À l'origine, sa fabrication se faisait à base de boyaux. Comme la vihuela, elle ne possède généralement que quelques frettes, mais celles-ci sont en métal ou en bois, et non en nylon comme la vihuela.
L'instrument est utilisé dans plusieurs genres musicaux comme le mariachi.